# Émile Cartailhac

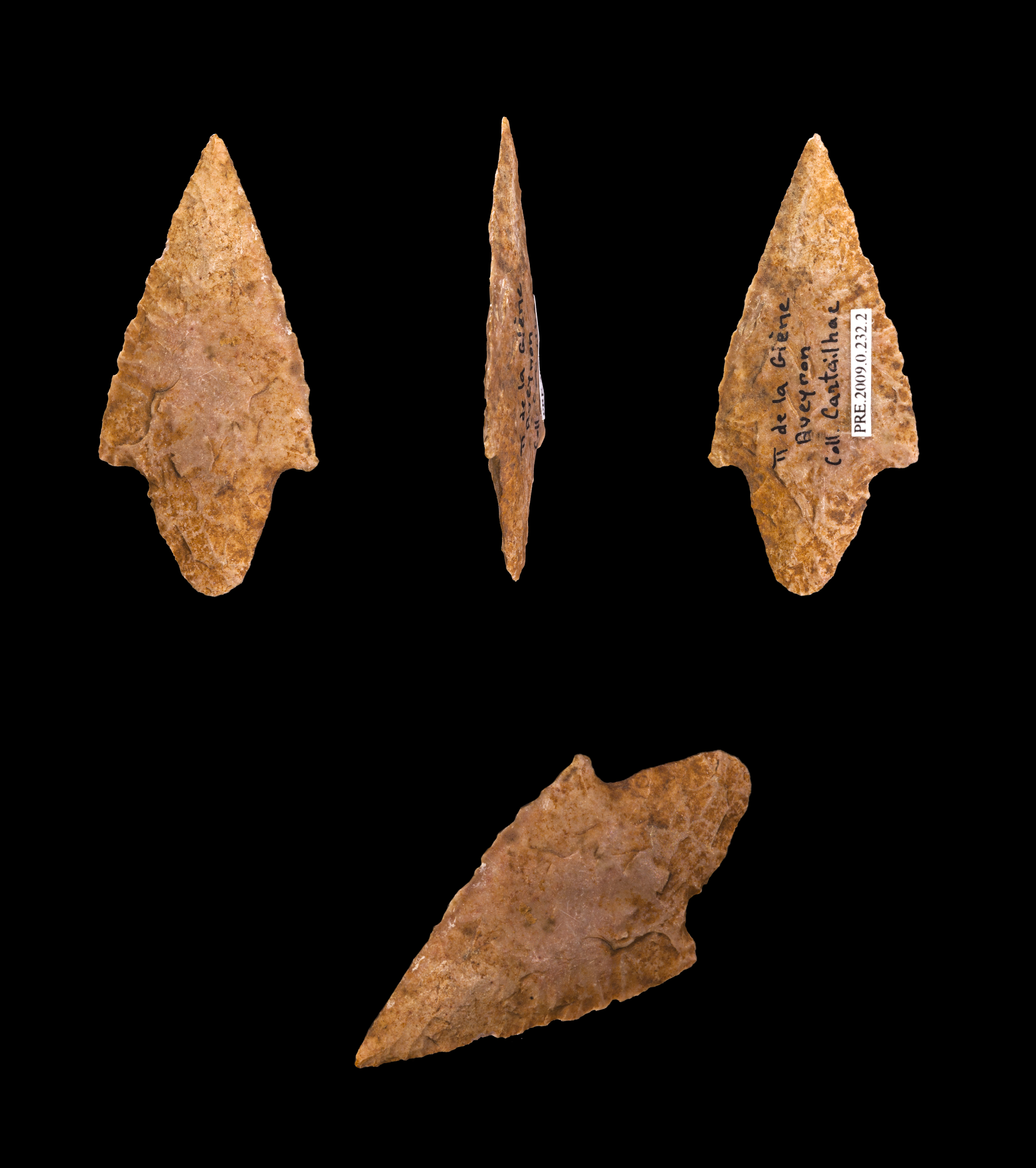
Pointe de flèche du néolithique – Muséum de Toulouse

Émile Cartailhac (Marsella, 15 de febrer de 1845 - Ginebra, 26 de novembre de 1921) va ser un arqueòleg francès.
Nasqué a Marsella i estudià Dret tot i sentir-se de ben jove atret per la prehistòria, ensenyà arqueologia a Tolosa. El 1867 se li encarrega la secció de prehistòria de l'Exposició Universal de Paris.
Igual que el també prestigiós arqueòleg Gabriel Mortillet posà en dubte l'autencititat de les descobertes d'art parietal paleolític a la cova d'Altamira de Cantàbria el 1879 i va rectificar públicament amb l'article: La grotte d'Altamira, Espagne. "Mea culpa" d'un sceptique el 1902 després que es trobessin a frança altres restes artístiques del Paleolític.